# Stettins voetbalkampioenschap 1907/08
In 1907/08 werd het tweede Stettins voetbalkampioenschap gespeeld, dat georganiseerd werd door de Pommerse voetbalbond. Voorheen was dit de Pommerse competitie, maar de Pommerse voetbalbond was onderdeel geworden van de Berlijnse voetbalbond en de competitie speelde onder de noemer Verband Berliner Ballspielverein - Ostgruppe Stettin. Stettiner FC Titania werd kampioen. De club nam nog niet deel aan verdere regionale eindrondes. De kampioen mocht het wel nog opnemen tegen de kampioen van de Berlijnse tweede klasse. Hier verloor Titania met 2-6 van BFC Concordia 95.
Vanaf dit seizoen werd er ook een Pommerse competitie gespeeld met daarin clubs uit andere delen van Pommeren. 

## Eindstand
| Plaats | Club                      | Wed. | W | G | V | Saldo | Ptn |
| ------ | ------------------------- | ---- | - | - | - | ----- | --- |
| 1.     | Stettiner FC Titania      |      |   |   |   |       |     |
| 2.     | Stettiner SC Preußen 1901 |      |   |   |   |       |     |
| 3.     | Stettiner SpVgg 05        |      |   |   |   |       |     |
| 4.     | FC Blücher 1904 Stettin   |      |   |   |   |       |     |
| 5.     | Stettiner FC Union        |      |   |   |   |       |     |
| 6.     | Stettiner FC Urania 1901  |      |   |   |   |       |     |

|  | Kampioen |